# 錦江町 (鹿児島市)
錦江町（きんこうちょう）は、鹿児島県鹿児島市の町。郵便番号は892-0836。人口は350人、世帯数は237世帯（2020年4月1日現在）。錦江町の全域で住居表示を実施している。

## 地理
鹿児島市の中部、甲突川の河口付近に位置している。町域の北方には城南町、南方には天保山町、西方には甲突町がそれぞれ隣接しており、東方には鹿児島湾が接している。
町域の多くが埋立地から構成され、海岸部には工場や事務所等が立地し、国道225号側には住宅街が広がっている。
町域の西端部を南北には国道225号が通り、海岸線沿いを鹿児島港の各埠頭間を結ぶ臨港道路が通っている。臨港道路の天保山シーサイドブリッジが開通したことにより、周辺の国道225号などの幹線道路の交通渋滞が緩和された。
海沿いで景観が良いことから、ラブホテルが多く存在している。

### 河川
- 甲突川

## 歴史
1962年（昭和37年）に住居表示に関する法律が施行されたのに伴い、鹿児島市は鹿児島市街地域の住居表示に着手した。1963年（昭和38年）9月11日に城南地区で住居表示の実施に伴う町域の再編が実施されたのに伴い、塩屋町（現在の甲突町）の一部及び公有水面埋立地の区域を以て「錦江町」として設置され、同時に一部で住居表示が実施された。1965年（昭和40年）には錦江町の埋立地の区域で住居表示が実施された。
1967年（昭和42年）には錦江町27番地先及び甲突町30番地先の公有水面埋立地（1,431.47 平方メートル）が錦江町に編入された。1999年（平成11年）4月2日に公有水面埋立地の区域を錦江町に編入した。

### 町域の変遷
| 実施後         | 実施年             | 実施前         |
| -------------- | ------------------ | -------------- |
| 錦江町（新設） | 1963年（昭和38年） | 塩屋町（一部） |
| 錦江町（新設） | 1963年（昭和38年） | 公有水面埋立地 |
| 錦江町（編入） | 1967年（昭和42年） | 公有水面埋立地 |
| 錦江町（編入） | 1999年（平成11年） | 公有水面埋立地 |

## 人口
以下の表は国勢調査による小地域集計が開始された1995年以降の人口の推移である。
| 年                 | 人口 |
| ------------------ | ---- |
| 1995年（平成7年）  | 454  |
| 2000年（平成12年） | 431  |
| 2005年（平成17年） | 368  |
| 2010年（平成22年） | 317  |
| 2015年（平成27年） | 336  |

## 施設

### 公共
- 鹿児島県環境保健センター錦江庁舎[18]
- 鹿児島市水道局錦江処理場（2021年（令和3年）度廃止予定）[19]
- 錦江町町民館

### 企業
- 本坊商店本社
- コスモライン本社
- カコイエレクトロ本社
- エスライン九州本社

## 小・中学校の学区
市立小・中学校に通う場合、学区（校区）は以下の通りとなる。
| 町丁   | 番・番地 | 小学校               | 中学校                 |
| ------ | -------- | -------------------- | ---------------------- |
| 錦江町 | 全域     | 鹿児島市立城南小学校 | 鹿児島市立天保山中学校 |

## 交通

### 道路
一般国道
- 国道225号